# Canderside Bridge
Die Canderside Bridge, auch Old Cander Bridge, ist eine Straßenbrücke in der schottischen Ortschaft Stonehouse in der Council Area South Lanarkshire. 1992 wurde das Bauwerk in die schottischen Denkmallisten in die höchste Kategorie A aufgenommen.

## Geschichte
Planer der Brücke war der schottische Ingenieur Thomas Telford, der um diese Zeit Schottlands Straßennetz modernisieren sollte. Die Canderside Bridge war Teil der Straße zwischen Edinburgh und Ayr. Nach dem Baubeginn im Jahre 1820 wurde die Brücke schließlich 1823 fertiggestellt. Auf der Brücke selbst ist die Jahreszahl 1821 verzeichnet. Rund 50 m flussabwärts wurde 1965 ein neuer Überweg fertiggestellt, auf welchem die A71 heute den Fluss quert. Die Canderside Bridge wurde damit obsolet und besitzt heute keine infrastrukturelle Bedeutung mehr.
Im Jahre 1882 wurde auf der Brücke ein Geldtransport der Union Bank (heute Teil der Bank of Scotland) auf der Brücke überfallen. Die geraubten 3000 £ wurden später sichergestellt.

## Beschreibung
Die Canderside Bridge überspannt das Tal des kleinen Baches Cander Burn am Ostrand von Stonehouse. Ihr Mauerwerk besteht aus cremefarbenem Sandstein. Sie überspannt das Tal mit drei ausgemauerten Rundbögen. Die schlanken Pfeiler ruhen auf gestuften Sockeln. Rustiziertes Mauerwerk findet sich an den Zwickeln. Unterhalb der Brüstung verläuft ein schlichtes Zierband. Mit Abschluss der äußeren Bögen schließt die Brüstung mit einer pyramidalen Kappe. Geschwungene Mauern führen zur Brücke hin.